# 苏尼特部
苏尼特部又译苏尼忒等，是明末的察哈尔八部属部、清朝蒙古部落。苏尼特名称源于元朝的雪你惕（Snid）部落。
达延汗之孙博迪次子可可出大台吉时，所部号称苏尼特，属察哈尔万户。可可出大台吉曾孙塔尔巴海达尔汉（苏尼特东路台吉）和其叔父绰尔衮（西路台吉）害怕被林丹汗吞并，北徙喀尔喀蒙古。清崇德年间，绰尔衮子素塞、塔尔巴海子腾机思率部归附皇太极。崇德六年（1641年）编左翼旗；崇德七年（1642年）编右翼旗，苏尼特部置二扎萨克旗，属于锡林郭勒盟。今内蒙古自治区锡林郭勒盟有苏尼特左旗、苏尼特右旗。